# Diego Romero
Diego Emilio Romero Paschetta (Córdoba, 5 de dezembro de 1974) é um velejador argentino, naturalizado italiano.

## Carreira
Representou a Argentina nos Jogos Olímpicos de 2000 e 2004. Em 2008 representou a Itália, e conquistou uma medalha de bronze, na classe laser. 